# Pierre-Lucien Pannelier
Pierre-Lucien Pannelier, seigneur d’Annel, conseiller du roi, avocat en Parlement, né en 1725 à Paris, mort le 4 janvier 1790 à Paris, était receveur des domaines et bois du roi. Sa vie d’agronome et de sylviculteur fut consacrée principalement aux plantations de la forêt de Compiègne, dont il renouvela les espaces vides durant la seconde moitié du XVIIIe siècle.

## Biographie
Son père Pierre-Antoine Pannelier était marchand de bois pour la provision de Paris, et fournisseur pour la Marine. Ce commerce était particulièrement florissant et valait à Monsieur Pannelier père la protection du prévôt des marchands et des ministres intéressés par son travail. Marié à Marie-Claude Henry, dont il eût deux fils et trois filles, il résidait à Paris, place du Chevalier du guet et menait grand train de vie. Le 23 juin 1753, il fut inhumé à Saint-Germain-l’Auxerrois .

Leur fils aîné, Pierre-Lucien, reçût une excellente formation et grâce à la protection du Garde des sceaux, contrôleur général des finances puis secrétaire d’État à la Marine, Machault d'Arnouville, il fut nommé en 1752 receveur particulier des bois des maîtrises de Compiègne et de Senlis. Il avait hérité de ses parents d’une terre et seigneurie à Annel, avec un château dans lequel il résidait souvent pour les devoirs de sa nouvelle charge.

En 1756, il épousait Marie Madeleine Bazin, fille de Gilles Bazin, mercier privilégié suivant la Cour et marchand faïencier ordinaire du roi, et de Marie Jeanne Meunier. Le contrat de mariage a été reçu par maître Jean Simon Thomas Vanin, notaire à Paris. Le mariage religieux, célébré à la paroisse Saint-Germain-l’Auxerrois, rassembla une foule de témoins, parents et amis. Les époux s’étaient établis rue du Colombier (aujourd’hui rue Jacob), où ils ont eu quatre enfants : un fils Antoine-Lucien Pannelier en 1759 et trois filles Marie Elisabeth en 1758, Jeanne Eulalie en 1762 et Adélaïde Elisabeth en 1772.

### Une fortune immobilière

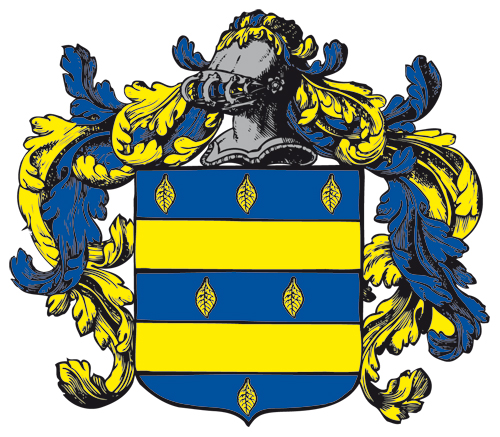
Armoiries de Pannelier, seigneur d'Annel

Dès 1759, il entreprit de profiter de ses biens immobiliers, hérités de ses parents et beaux-parents, pour participer à la campagne que menait le contrôleur général Bertin, créateur du cadastre et rénovateur de l’agriculture. Il créa à la Briche, près de Saint-Denis, des magasins d’abondance, dont le monopole permettait de stabiliser les cours des grains.

Réellement intéressé par son travail dans la forêt de Compiègne, il résolut de profiter de la circonstance et vendit quelques biens éloignés pour acquérir des immeubles à Compiègne, imitant en cela sa protectrice, la marquise de Pompadour, qui ne dédaignait pas de se livrer à des placements avantageux, en particulier à Compiègne. En tout premier lieu, dès 1760, il se rendit adjudicataire d’un hôtel au 22 de la rue des Minimes, qu’il réunit à une maison voisine pour les louer au contrôleur général Bertin lors des séjours de la Cour au Palais. En 1761, il acheta encore deux demeures à côté de l’hôtel Bertin, dont après aménagement, il fit aussi un hôtel à louer.

La protection du contrôleur général lui permit enfin d’obtenir du roi en janvier 1768, des lettres de noblesse qui faisait de lui le seigneur d’Annel et lui permettait de porter les armoiries ainsi décrites : « d’azur à deux fasces d’or, accompagnées de six feuilles d’orme de même, renversées et posées, trois en chef, deux en face et l’autre en pointe ; ledit écu timbré d’un casque de profil, orné des lambrequins d’or et d’azur ».

De 1770 à 1780, il poursuivit ses acquisitions compiégnoises, en achetant notamment un hôtel appartenant au marquis de Sourches. Mais cette fois, pour se permettre cet achat, il contracta un emprunt de 14000 livres, à 5 % d’intérêts. Dépense déraisonnable qui dépassait ses ressources réelles.

### La première École d’Agriculture
Encouragé par son ami Sarcey de Sutières, ancien gentilhomme servant du roi, membre de la Société royale d’Agriculture de Paris, Pannelier fit des travaux importants pour remettre en valeur ses terres d’Annel et de Janville, ainsi que la ferme de Bertinval à Giraumont (Oise), pour redonner aux cultivateurs des revenus décents. Les deux amis mirent au point des techniques de drainage et de labour qui permettaient d’exploiter les terrains humides où les flaques ou les ravinements nuisaient aux cultures ensemencées.

En 1771, sur une initiative de M. Sarcey de Sutières, Pannelier mit à sa disposition sa terre d’Annel et la ferme de Bertinval, pour y créer une école d’agriculture, la première en France, sous le patronage du contrôleur général Bertin, où seraient formés douze jeunes cultivateurs chaque année. Afin de donner de l’espace à ses élèves, Pannelier acheta ou loua encore plusieurs terres pour agrandir le domaine d’Annel. Il recevait dans ce château le ministre Bertin ou M. Sarcey de Sutières, lorsque ceux-ci venaient inspecter le fonctionnement de l’institution.

### Laforêt de Compiègne
Dès 1752, Pannelier fut chargé par le roi Louis XV de redessiner les routes qui sillonnaient la forêt autour du carrefour du Puits du Roi. En 1772, il demanda à Pannelier de faire lever par Antoine Bussa, arpenteur de la forêt, un nouveau plan pour les chasses. À partir de 1774, avec l’accord de Louis XVI et du nouveau contrôleur général Turgot, il commença de replanter de nombreuses parcelles encore nues. Il utilisait des jeunes plants prélevés dans les taillis de régénération, mais il établit aussi des pépinières où il fit semer des chênes, des hêtres, des charmes et des châtaigniers. De 1779 à 1782 il repeupla 873 arpents et certains des chênes qu’il a plantés, sont encore actuellement parmi les arbres remarquables signalés par l’ONF .

Son fils Antoine Lucien Pannelier participait déjà aux travaux de son père et surveillait les chantiers de replantation. Lorsque Pannelier, âgé de 57 ans, présenta sa démission en 1782, il obtint que son fils lui succède dans cette charge. Celui-ci poursuivit les plantations jusqu’en 1792, où les travaux furent abandonnés faute de pouvoir payer les ouvriers.

### La faillite
Depuis quelques années déjà, Pannelier n’était plus en mesure de faire face à ses trop nombreuses obligations. Il faisait des remboursements partiels, obtenait des délais de paiement, mais ses dépenses étaient telles qu’il ne pouvait plus les assumer. Le 23 novembre 1782, il démissionna de ses charges et cessa de payer ses créanciers. Les emprunts qu’il avait faits pour ses achats immobiliers, les dépenses des travaux qu’il avait commandés pour sa terre d’Annel, les générosités qu’il avait eu pour ses élèves, son personnel et ses ouvriers, les comptes non soldés de sa charge de receveur des bois et forêts royales et les intérêts de retard de toutes sortes, s’étaient accumulés jusqu’à une somme qui fut estimée à 1.800.000 livres au début de 1783 alors qu’il avait cessé d’honorer sa dette.

La saisie de tous les biens du couple Pannelier fut estimée à près de 500 000 livres, à peine plus du quart des créances à rembourser. Les ventes se succédèrent rapidement, les terres et seigneuries d’Annel et de Janville furent adjugées en 1784 à M. Papillon de la Ferté, ancien intendant des Menus-Plaisirs du roi. Le couple débiteur ne conservait que son logement parisien et une modeste rente.  Le fils de Pannelier fit de nombreuses démarches pour éviter de devoir participer aux dettes paternelles, mais ayant hérité de la charge de receveur des Bois royaux, il se trouva rapidement dans une situation critique, lorsqu’en 1792 les plantations de la forêt de Compiègne furent abandonnées.

Pierre-Lucien Pannelier, tout occupé des procédures pour se défendre, mourut à Paris, rue des Marais Saint Germain, le 4 janvier 1790, à l’âge de 65 ans.

## Sources
Arthur Bazin, Étude sur Pannelier, Seigneur d'Annel, auteur des plantations de la Forêt de Compiègne, Henry Lefebvre, Compiègne, 1900, XIII−91 pages, in-8°, (BNF 36021903)